# Niviventer confucianus
Niviventer confucianus är en däggdjursart som först beskrevs av Milne-Edwards 1871. Niviventer confucianus ingår i släktet Niviventer och familjen råttdjur. Internationella naturvårdsunionen kategoriserar arten globalt som livskraftig. Inga underarter finns listade i Catalogue of Life.
Denna gnagare blir 125 till 170 mm lång (huvud och bål) och har en 150 till 220 mm lång svans. Bakfötterna är 28 till 32 mm långa och öronen är 20 till 23 mm stora. Den långa pälsen på ovansidan är främst mjuk med några styva hår eller taggar inblandade. Den har en brun, gulbrun eller gråbrun färg. Det finns en tydlig gräns mot den vita undersidan. Svansen är uppdelad i en mörkbrun ovansida och en ljusare brun undersida. Vid svansens spets bildar cirka 5 mm långa hår en liten tofs.
Arten förekommer i östra Kina, i östra Myanmar och i angränsande områden av Thailand och Vietnam. Den lever i kulliga regioner och i bergstrakter mellan 150 och 4000 meter över havet. Habitatet utgörs av olika slags skogar. Gnagaren besöker även jordbruksmark och andra kulturlandskap.
Individerna är främst nattaktiva.